# Обобщающее слово
Обобщающее слово — это слово при однородных членах предложения, называющее родовое понятие (общее), по отношению к которому однородные члены предложения являются видовыми понятиями (частными); или называющее целое, по отношению к которому однородные члены обозначают части.
Д. Э. Розенталь в своём справочнике приводит следующие примеры:

На следующих станциях жадно хватали все газеты: центральные, местные, краевые.
— В. К. Кетлинская. Мужество

Но я как будто вижу перед собой эту картину: тихие берега, расширяющуюся лунную дорогу прямо от меня к баржам понтонного моста и на мосту длинные тени бегущих людей.
— В. А. Каверин. Два капитана
В первом предложении обобщающее слово называет родовое (общее) понятие «газеты» по отношению видовым (частным) понятиям: центральные [газеты], местные [газеты], краевые [газеты]. Однородные члены предложения: центральные [газеты], местные [газеты], краевые [газеты] — называют частные случаи общего понятия «газеты».
Во втором предложении обобщающее слово «картина» называет целое (всё изображение — всё, что нарисовано на картине), по отношению к частям изображения: тихие берега, лунная дорога, тени людей.
Обобщающие слова могут стоять перед однородными членами или после них. В роли обобщающих слов обычно выступают либо существительные, либо местоимения и наречия. Они отчётливо обнаруживают те значения, которые заключены в перечне однородных членов, показывают, какое логическое основание заложено в перечисление, обозначают родовое понятие, под которое подводятся понятия, обозначенные однородными членами. Например:

В тихой синеве рассвета открылась передо мной древняя земля: вершины гор, освещённые зарёй, шумящие по гальке прозрачные речки, чинары и магическое свечение неба там, вдали…
— К. Г. Паустовский

В степи, за рекой, по дорогам — везде было пусто.
— Л. Н. Толстой

В корзине была дичь: два тетерева и утка.
— И. А. Гончаров